# Грушевая плодожорка
Грушевая плодожорка (лат. Cydia pyrivora) — бабочка семейства листовёрток, вредит культурным сортам, а также дикорастущим европейским и кавказским видам груши. Обитает в Центральной и Южной Европе, Малой Азии, Сирии, на о-ве Крит, в ЦЧР, Молдавии, Украине, Предкавказье, Закавказье, Узбекистане.

## Описание
Размах крыльев 17—22 мм. Передние крылья тёмно-серого цвета, с поперечно-волнистыми, хорошо выраженными линиями. На вершинном крае переднего крыла находится коричнево-бурое с серебристым отливом пятно. Задние крылья тёмные, буровато-серой окраски. Бахрома крыльев серого цвета, с более тёмной линией у основания.

## Жизненный цикл
После спаривания самка откладывает 35—80 яиц, большинство из них в верхнем и среднем ярусах крон кормовых деревьев. Яйцо плоское, сперва красноватого цвета, затем приобретает розово-серую окраску, а перед выходом гусеницы становится жёлто-серым. Стадия яйца 4—10 дней, обычно 5—6 дней.
Гусеница достигает длины 11—17 мм. Окраска её грязно-белая, голова — жёлто-бурая. Гусеница прогрызает прямой ход, внедряясь в семенную камеру, а затем в одно из семян. Постепенно гусеница съедает семя, заполняя камеру экскрементами бурого цвета, затем переходит в другую камеру. Из одного в другой плод не переходит. Стадия гусеницы в зависимости от условий окружающей среды длится 22—45 дней. Окукливание происходит в растительных остатках или в поверхностном слое почвы.
Куколка тёмно-коричневого цвета, находится в твёрдом вишнево-чёрном коконе, её длина достигает 11—13 мм. Окукливание начинается весной во второй — третьей декадах мая. Стадия куколки обычно длится 2—3 недели. Зимуют гусеницы в коконах.

## Биология
Вид связан с дикорастущими видами груши. Развивается всегда в 1 поколение. Лёт бабочек происходит севере Украины во 2—3, а в степной зоне в 1—2 декадах июня. Период массового лёта отмечается при температуре 19—26 °C. Лёт бабочек происходит до конца июля — начала августа. Имаго живут от 7 до 17 суток.

## Хозяйственное значение
Гусеницы вредят культурным сортам, а также дикорастущим видам груши. На севере Украины и в Белгородской области повреждает ранние крупноплодные сорта груш. Не повреждает бессемянные сорта.